# Yvonne McGregor
Yvonne McGregor MBE (ur. 9 kwietnia 1961 w Bradford) – brytyjska kolarka torowa i szosowa, brązowa medalistka olimpijska oraz dwukrotna medalistka torowych mistrzostw świata.

## Kariera
W 1996 roku Yvonne McGregor wystartowała na igrzyskach olimpijskich w Atlancie, gdzie w indywidualnym wyścigu na dochodzenie była czwarta, przegrywając walkę o brązowy medal z Niemką Judith Arndt. Na tych samych igrzyskach zajęła również czternastą pozycję w indywidualnej jeździe na czas. Na rozgrywanych rok później mistrzostwach świata w Perth w tej samej konkurencji stanęła na najniższym stopniu podium, za Judith Arndt i Rosjanką Natalją Karimową. W latach 1998 i 1999 zajmowała trzecie miejsce w klasyfikacji generalnej Tour de Bretagne, a w 1999 roku została wicemistrzynią kraju w kolarstwie szosowym. Podczas igrzysk olimpijskich w Sydney w 2000 roku zdobyła brązowy medal w indywidualnym wyścigu na dochodzenie, ulegając jedynie Holenderce Leontien van Moorsel i Francuzce Marion Clignet. Startowała również w wyścigach szosowych, ale nie zajęła miejsc w czołówce. W 2000 roku wystąpiła również na mistrzostwach świata w Manchesterze, gdzie zwyciężyła w swej koronnej konkurencji, wyprzedzając bezpośrednio Judith Arndt i Rosjankę Jelenę Czałych. Ostatni sukces osiągnęła w 2001 roku, kiedy została mistrzynią kraju w indywidualnej jeździe na czas.